# Шрадер, Юрий Иванович
Юрий Иванович Лошадкин (Шрадер) (нем. Jurij Schrader; род. 8 сентября 1956, Симферополь) — советский, российский и немецкий актёр театра, кино и телевидения, чтец, художник.

## Биография
Родился 8 сентября 1956 года в Симферополе в семье морского офицера Ивана Клемановича Лошадкина (1930—1979) и Нонны Алексеевны Шкурпелло (1936—2012, во втором браке Бердник), где был единственным ребёнком. С трёх месяцев воспитывался бабушкой Александрой Кондратьевной Шкурпелло (1912—1991) и дедушкой Алексеем Кирилловичем Шкурпелло (1908—1979). Учился в симферопольской средней школе № 12, посещал театральную студию при Дворце пионеров. В 1975 году, в 19 лет, дебютировал на телевидении, получив одну из второстепенных ролей в телеспектакле «Голубой след» по пьесе Леонида Никоненко (следующие полгода исполнял эту роль на сцене Крымского украинского музыкально-драматического театра один-два раза в месяц). В 1976—1980 годах учился в Саратовском театральном училище им. И. А. Слонова (педагоги Дмитрий Лядов, Александр Галко, Римма  Белякова и Георгий Банников). Изучал русскую филологию в Симферопольском университете в 1985—1991 годах.
В 1980—1991 годах — актёр Крымского академического русского драматического театра им. М. Горького, где сыграл свыше 60 ролей. Его партнёрами по сцене были Лариса Бойко, Герман Апитин, Жанна Надеждина, Вадим Злокович, Светлана Вандалковская и другие. В 1989 году удостоен премии Лучший молодой актёр Украины за роль Марата в постановке «Мой бедный Марат» по пьесе Арбузова. Дважды лауреат премии Крыма — в 1988 году за роль Марата («Мой бедный Марат») и в 1990 году за роли Олега Кошевого («Молодая гвардия») и Игоря Логунова («Новоселье в старом доме» Александра Кравцова). В 1987 году номинировался на премию имени Н. З. Бирюкова (Комсомольская премия Крыма) за роли Олега Кошевого («Молодая гвардия»), Марата («Мой бедный Марат») и Игоря Логунова («Новоселье в старом доме»).
15 марта 1991 года женился на немецко-норвежской аристократке Ингрид Шрадер, графине фон Ротенбург, активистке Немецко-советского общества в Гейдельберге, взял фамилию жены и переехал в Гамбург. 8 июля 1993 года у пары родились близнецы — сын Максим и дочь Елена. С 1994 года — гражданин Германии.
Его фактическим кинодебютом стала эпизодическая роль скомороха в сказке Михаила Юзовского «Раз, два — горе не беда!» (1988). Переехав в Германию, начал активно сниматься в кино и на телевидении. Позднее освоил профессию художника-постановщика, ассистируя Бернду Лепелю на съёмках фэнтезийной мелодрамы Сергея Бодрова «Медвежий поцелуй» (2002) и исторической драмы Оливера Хиршбигеля «Бункер» (2004), где также исполнил роль переводчика в сцене капитуляции Третьего Рейха. В 2005 году сыграл австрийского генерала Толлера в приключенческом мини-сериале «Гибель империи» Владимира Хотиненко. В 2006 году исполнил одну из второстепенных ролей в мелодраме Петера Кахане «Любовь в Кёнигсберге» с Чулпан Хаматовой. Следующей актёрской удачей стали главные роли в короткометражках Кристиана Херцера «Чужой» (2009), «Ночные странники» (2010) и «Обряд жертвоприношения» (2011).
В 2011 году работал первым помощником режиссёра на съёмках фильма Александра Сокурова «Фауст», в котором также исполнил роль Странного человека (альтер-эго Мефистофеля), выпавшую при монтаже. Лента, в которой заняты Йоханнес Цайлер, Изольда Дюшаук и Ханна Шигулла, была удостоена премии «Золотой лев» на 68-м Венецианском кинофестивале. В 2013 году исполнил роль капитана Ставицкого, командира атомной подводной лодки, в короткометражке «Первый удар» Яна Паустяна, в 2014 году — роль бездомного-философа в фильме Флориана Баксмейера «На улице» с Кристианой Хёрбигер.
В 2016 году совместно с режиссёром Себастьяном Йобстом создал драматический фильм «Колловалла», где сыграл немолодого актёра, пропускающего через себя несыгранные образы — Чехова, Нуреева, Кандинского. В картине также снялись Сюзанна фон Боржоди и Хайнц Ливен, а стихи Карена Самунджяна за кадром читают Нина Ильина и Лариса Кадочникова. Тогда же сыграл Карла Фаберже в документальном проекте «Русская революция» франко-немецкого телеканала Arte, и русского военнослужащего Игоря Романова в детективном сериале «СОКО Висмар» (эпизод «Русский солдат»). В 2017 году предстал в образе Воланда в короткометражке «Я — Дьявол» Себастьяна Йобста, а также исполнил небольшую роль генерала Карпова в комедии Роберта Тальхайма «Старики-разведчики» с Хенри Хюбхеном.
Автор ряда очерков о драматургии Чехова, публиковавшихся в журнале «Брега Тавриды», за которые в 2011 году номинировался на премию Чехова, и пьес «Фантазии С. Б.», «Соло для струны без оркестра», «Осторожно — Марта!», «Ружьё должно выстрелить», написанных в совторстве с театроведом Людмилой Касьяненко.
В 2014 году подписал коллективное письмо «Деятели культуры России — в поддержку позиции президента по Украине и Крыму».
Как художник пишет акриловыми красками на картоне и холсте, также работает в технике живописи по стеклу. На его счету свыше 50 персональных и групповых выставок в Европе.

## Фильмография
Актёр
- 1975 — Голубой след (телеспектакль) — Юрий
- 1988 — Раз, два — горе не беда! — скоморох
- 1993, 2004 — Место преступления (телесериал) / Tatort — компаньон, Петрик
- 1995 — Охота на женщину (телефильм) / Eine Frau wird gejagt — мафиози
- 1996 — Фауст (телесериал) / Faust — Добченко
- 1998—2002 — Команда Альфа (телесериал) / Alphateam: Die Lebensretter im OP — Александр Игнатьев / скрипач
- 1999—2000 — Детективы из табакерки[англ.] (телесериал) / Die Pfefferkörner — Андрей, отец Наташи
- 1999 — Лупо и муэдзин (телефильм) / Lupo und der Muezzin — журналист
- 1999 — Доктор Роберт Шуман, дявол-романтик (телефильм) / Dr. Robert Schumann, Teufelsromantiker — граф Черков
- 2000 — Стэн Беккер (телесериал) / Stan Becker — Гриша (эпизод «Один человек, одно слово»)[10]
- 2000 — Адельхейд и её убийцы (телесериал) / Adelheid und ihre Mörder — румынский мафиози
- 2000 — Телефон полиции — 110 (телесериал) / Polizeiruf 110 — Алекс, дилер
- 2001 — Вера Брюне (телефильм) / Vera Brühne — судья
- 2002 — Штальнец (телесериал) / Stahlnetz — слуга
- 2002 — Годовщина (короткометражный) / Hochzeitstag — бродяга
- 2002 — Мечты, мечты, мечты / Dream, Dream, Dream — владелец сексшопа
- 2003 — Десятое лето / Der zehnte Sommer — городской сумасшедший
- 2004 — Бункер / Der Untergang — переводчик (в сцене капитуляции)[11]
- 2005 — Роза Рот (телесериал) / Rosa Roth — мафиози
- 2005 — Перст любви[англ.] / L’annulaire — клиент проститутки
- 2005 — Шпеер и Гитлер (мини-сериал) / Speer und er — комендант тюрьмы
- 2005 — Гибель империи — генерал Толлер
- 2006 — Клуб свингеров / Swinger Club — Вадим
- 2006 — M.E.T.R.O. — Команда жизни и смерти (телесериал) / M.E.T.R.O. – Ein Team auf Leben und Tod — Лассе Бергстрём
- 2006 — Любовь в Кёнигсберге / Eine Liebe in Königsberg — Сергей, старьёвщик
- 2006 — Последний шанс, ковбой (короткометражный) / Last chance cowboy — частный детектив
- 2006 — Ночной дозор (короткометражный) / Nachtsicht — Кукушка
- 2007 — Харц IV и последствия (короткометражный) / Hartz IV mit Folgen — Андреас
- 2008 — Крёстная мать (телефильм) / Die Patin — пограничник
- 2009 — Внутри вихря / Within the Whirlwind — дежурный на проходной
- 2009 — Экстренный вызов: Окраина порта[англ.] (телесериал) / Notruf Hafenkante — Илья (эпизод «Обещание»)
- 2009 — Дама с собачкой / Die Dame mit dem Hundchen — игрок
- 2009 — Чужой (короткометражный) / Fremd — незнакомец
- 2010 — Невидимое прикосновение / Kein Geist für alle Fälle — дворецкий Гюнтер
- 2010 — Ночные странники (короткометражный) / Stran9ers in the Ni9ht — Крис
- 2011 — Жизнь — это море (короткометражный) / Das Leben ist Meer — Алексей
- 2011 — Обряд жертвоприношения (короткометражный) / Das Schlachtfest — отец
- 2011 — Фауст / Faust — Странный человек
- 2011 — Метеоролог (короткометражный) / Der Wettermann — мим
- 2012 — Ice-Ice-Baby (короткометражный) — Владислав, фотограф
- 2013 — Призрачный транзит (короткометражный) / Spuk Transit — шкипер
- 2013 — Первый удар (короткометражный) / Erstschlag — капитан Ставицкий
- 2013 — Последняя страница (короткометражный) / Die Letzte Saite — скрипач-еврей
- 2014 — На улице / Auf Der Strasse — бездомный-философ
- 2014 — Сильная команда[нем.] (телесериал) / Ein starkes Team — Грегор Романов (эпизод «Поздний реванш»)[12]
- 2014 — Сара Кор (телесериал) / Sarah Kohr — Назар Елтин
- 2016 — СОКО Висмар[англ.] (телесериал) / SOKO Wismar — Игорь Романов (эпизод «Русский солдат»)
- 2016 — Русская революция (документальный) / Zar Gestürzt Revolution in Russland — Карл Фаберже
- 2017 — Хелен Дорн (телесериал) / Helen Dorn — Павел
- 2017 — Я — Дьявол (короткометражный) / Ich bin der Taufel — отец / Воланд
- 2017 — Старики-разведчики / Kundschafter des Friedens — генерал Карпов
- 2019 — Колловалла / Kollowalla — актёр Колловалла в ролях Кандинского, Чехова и Нуреева[13]
- 2019 — На север через северо-запад[нем.] (телесериал) / Nord bei Nordwest — Керенский (эпизод «Эстония»)
- 2019 — Гасманн / Gasmann — бармен
- 2021 — Мой друг Фолька (телефильм) / Meine Freundin Volker — Павел
- 2024 — Разделение мира (мини-сериал) / Die Spaltung der Welt — Алексей Снегов
- 2024 — Без границ (короткометражный) / Grenzenlos — ночной сторож

Художник-постановщик
- 1999 — Лупо и муэдзин (телефильм) / Lupo und der Muezzin
- 2002 — Медвежий поцелуй
- 2003 — Десятое лето / Der zehnte Sommer
- 2004 — Бункер / Der Untergang
- 2006 — Любовь в Кёнигсберге / Eine Liebe in Königsberg
- 2006 — Последний шанс, ковбой (короткометражный) / Last chance cowboy
- 2006 — Ночной дозор (короткометражный) / Nachtsicht
- 2010 — Ночные странники (короткометражный) / Stran9ers in the Ni9ht
- 2011 — Жизнь — это море (короткометражный) / Das Leben ist Meer
- 2016 — Колловалла / Kollowalla
- 2017 — Я — Дьявол (короткометражный) / Ich bin der Taufel

Художник по костюмам
- 2006 — Последний шанс, ковбой (короткометражный) / Last chance cowboy
- 2006 — Ночной дозор (короткометражный) / Nachtsicht
- 2010 — Ночные странники (короткометражный) / Stran9ers in the Ni9ht
- 2011 — Жизнь — это море (короткометражный) / Das Leben ist Meer
- 2011 — Обряд жертвоприношения (короткометражный) / Das Schlachtfest
- 2016 — Колловалла / Kollowalla
- 2017 — Я — Дьявол (короткометражный) / Ich bin der Taufel

Дубляж
- 1994 — Письма из Таллина / Letters from the East
- 1996 — Космическая морская пехота / Space Marines
- 1998 — Сибирский цирюльник[14]

## Роли в театре
Крымский украинский музыкально-драматический театр
- «Голубой след» (Л. Никоненко) — Юрий

Саратовское театральное училище им. И. А. Слонова
- «Отелло» (У. Шекспир) — Яго
- «Царь Фёдор Иоаннович» (А. Толстой) — Фёдор Иоаннович
- «Иванов» (А. Чехов) — Иванов
- «Безымянная звезда» (М. Себастьян) — Григ
- «Женитьба Фигаро» (Бомарше) — Граф Альмавива
- «В списках не значился» (Б. Васильев) — Плужников
- «Маленькая студентка» (Н. Погодин) — Каплин
- «Клоп» (В. Маяковский) — Олег Баян
- «Госпожа министерша» (Б. Нушич) — Нинкович

Крымский академический театр имени М. Горького
- «Мой бедный Марат» (А. Арбузов) — Марат
- «Молодая гвардия» (А. Фадеев) — Олег Кошевой
- «Новоселье в старом доме» (А. Кравцов) — Игорь Логунов
- «Фаворит» (В. Пикуль) — Павел I
- «Русь Киевская» (А. Петрашкевич) — Князь Олег / Князь Ярополк
- «Мастер и Маргарита» (М. Булгаков) — Кот Бегемот
- «Дни Турбиных» (М. Булгаков) — Николай Турбин
- «Старик» (М. Горький) — Яков
- «Последние» (М. Горький) — Пётр
- «Егор Булычов и другие» (М. Горький) — Алексей Достигаев
- «Медея» (Еврипид) — Эгей
- «Любовь моя, Электра» (Л. Дьюрко) — Орест
- «Дальше… дальше… дальше!» (М. Шатров) — Свердлов
- «Принц и нищий» (М. Твен) — Том Кенти
- «Чайка» (А. Чехов) — Треплев
- «Гамлет» (У. Шекспир) — Гильденстерн
- «Комедия ошибок» (У. Шекспир) — пристав
- «Дурочка» (Лопе де Вега) — Фенисо
- «Изобретательная влюблённая» (Лопе де Вега) — Дористео
- «Царская охота» (Л. Зорин) — Падре Паоло
- «Максим в конце тысячелетия» (Л. Зорин) — Максим
- «Суета» (И. Карпенко-Карый) — Иван Барильченко / Тарас Гупаленко
- «Моя семья» (Э. Де Филиппо) — Беппе Стильяно
- «Утешитель вдов» (Дж. Маротта, Б. Рандоне) — Кувьелло
- «Бабочка, бабочка» (А. Николаи) — Элио
- «Колея» (В. Арро) — Коля
- «Жизнь — это две женщины» (С. Цанев) — мужчина / сын
- «Кафедра» (В. Врублевская) — Вадим Набоков
- «Нашествие» (Л. Леонов) — Кунц
- «Прозрение» (Л. Толстой) — отец Сергий / послушник
- «На бойком месте» (А. Островский) — Гришка
- «Без права на смерть» (Г. Северский, О. Соболев) — Курт
- «Поставьте мальчику тройку» (А. Иващенко) — Христофор
- «О тех, кто любит» (А. Антокольский) — Баро / Корневичок
- «Русский вопрос» (К. Симонов) — Престон
- «Сильное чувство» (И. Ильф, Е. Петров) — Стасик Мархоцкий
- «В этой девушке что-то есть» (Г. Рябкин) — Антон Ткачев
- «Заговор» (А. Петрашкевич) — Карл Петерсен
- «Любовь и голуби» (В. Гуркин) — Лёнька Кузякин
- «Комната» (Э. Брагинский) — Эдик Кузьминых

Театр Бонхайм-Франкфурт (Франкфурт-на-Майне)
- «Чёрная магия» (Ю. Шрадер, моноспектакль по мотивам «Мастера и Маргариты» М. Булгакова) — Воланд
- «Отговорила роща золотая: Диалоги» (Ю. Шрадер, на основе переписки С. Есенина и А. Дункан) — Сергей Есенин

## Оценка творчества
Театровед и киновед Людмила Обуховская оценила Шрадера как «талантливого актёра». Театровед Людмила Касьяненко в своей статье, посвящённой творчеству Юрия Шрадера, писала: «Он фанатично верен профессии. В Саратовском театральном училище его мастерами были актёры старой закалки, профессионалы до мозга костей… Они привили Юрию основательность в работе над образом, умение докапываться до сути роли. Это позволяет ему всегда быть разным, находить неожиданно обаятельные черты даже в отрицательных героях».